# Rutilio Manetti
Pour les articles homonymes, voir Manetti.
Rutilio Manetti (né en 1571 à Sienne et mort en 1639 dans la même ville) est un peintre italien de l'école siennoise.

## Biographie
Rutilio Manetti reçut sa formation à Sienne auprès des partisans siennois du Barocci, Francesco Vanni et Ventura Salimbeni.
Il s'en détacha, après sa rencontre avec les florentins Passignano et Poccetti, dont il apprécie la composition et la narration, et s'inspira également à cette époque, de Commodi et d'Empoli qui l'orientent sur des expériences d'après nature et sur la lumière. Les fresques de l'oratoire de Saint-Roch à Sienne, sont un exemple de cette peinture didactique, conforme aux préceptes de la Contre-Réforme. Il restera fidèle à cette manière au moins jusqu'au milieu de la deuxième décennie du XVIIe siècle.
Ses deux Scènes de la vie de San Galgano, en l'église San Raimondo al Rifugio de Sienne, en 1613, témoignent de nouvelles recherches, toujours plus tournées vers le naturalisme.
Dans les œuvres suivantes, il se convertit à la peinture caravagesque, parvenue jusqu'à lui par l'intermédiaire d'Orazio et Artemisia Gentileschi, ainsi que du jeune Guerchin, et qu'il découvrit aussi lors d'un voyage à Rome en 1615. À la suite de cette découverte, il se consacra aux thèmes religieux, mais sa conversion est plus explicite dans des sujets profanes comme Roger et Alcine ou Massinissa et Sophonisbe, exécutés vers 1622-1623. Ces œuvres semblent également se ressentir de l'influence de Honthorst, peintre de référence pour les sujets de genre.
Son fils Domenico (1609-1663) était aussi un peintre.

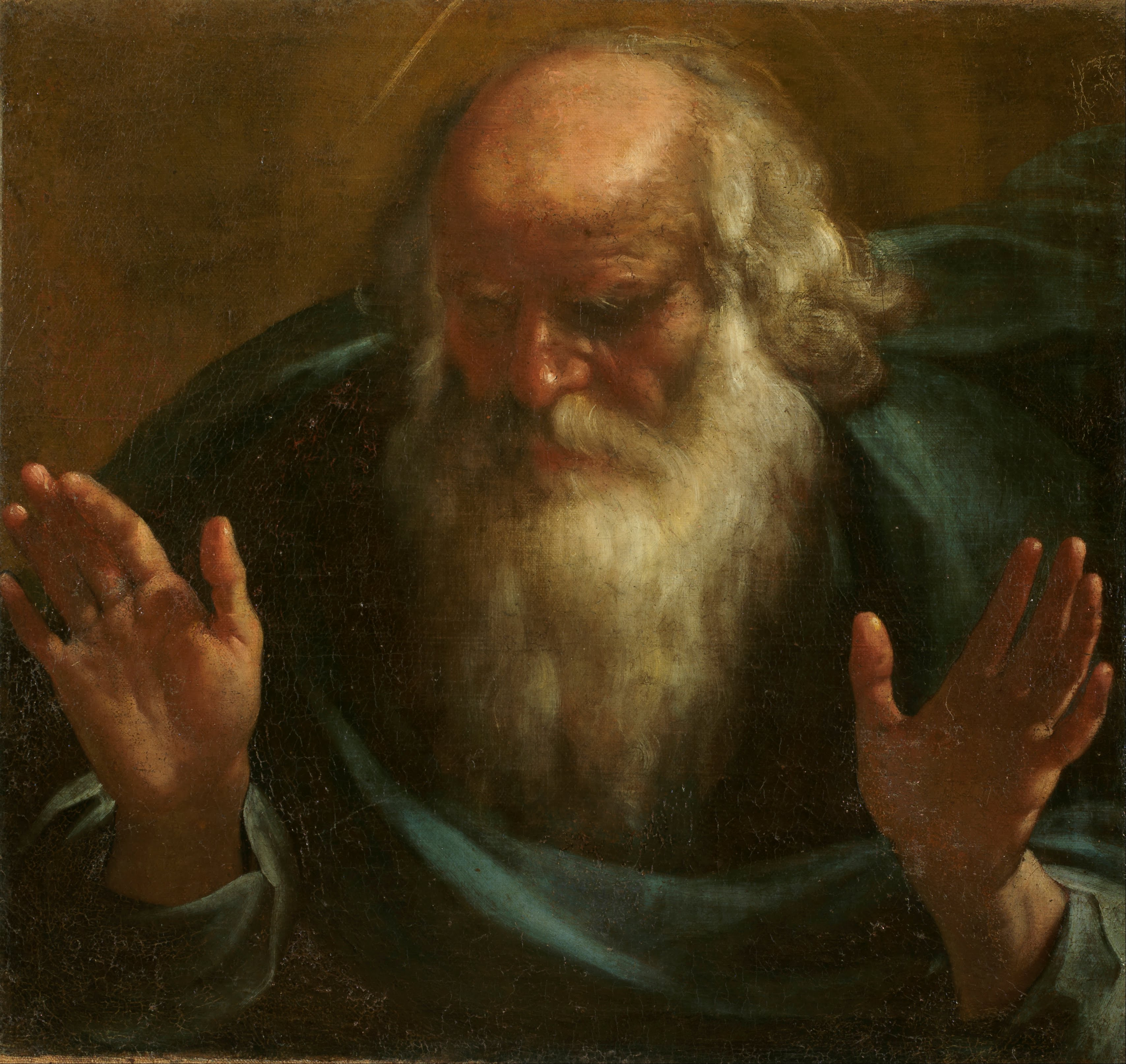
Le Père éternel
Fondation des Musées siennois

## Œuvres
Ses œuvres les plus importantes sont :
- Les fresques illustrant la Vie de saint Roch (1605-1610) église San Rocco, à Sienne
- Vierge à l'Enfant avec le petit saint Jean et Catherine de Sienne (1608-1610), huile sur toile, 101 × 75 cm, Yale University Art Gallery
- Dante et Virgile aux Enfers (1618-1620), huile sur toile, 101 × 75 cm, musée des Offices, Florence
- Les Noces de Cana (v. 1620), huile sur toile, 219 × 170 cm, Collection particulière[3]
- Loth et ses filles (1620), peinture, Musée des beaux-arts de Valence (Espagne)
- Roger et Alcine, 1622,huile sur toile, 179 × 204 cm, galerie Palatine, palais Pitti, Florence. Exécuté pour le Casino Mediceo di San Marco, résidence florentine de Charles de Médicis[4].
- Sophonisbe et Massinissa (1623-1625), huile sur toile, 168 × 265 cm, musée des Offices, corridor de Vasari, Florence. Commandé par la grande-duchesse Marie-Madeleine d'Autriche pour la salle des audiences de la Villa di Poggio Imperiale[4].
- L'Extase de la Madeleine (v.1625), huile sur toile, Église Saint-Eustache, Paris[5]
- La Crucifixion oratoire de San Giacomo in Salicotto, Sienne (1625-1627)
- Saint Jérôme réconforté par deux anges, collection Monte dei Paschi (1628), à Sienne.
- Didon et Enée (v. 1630), huile sur toile, 146 × 117 cm, Musée d'art du comté de Los Angeles
- Saints, de part et d'autre du maître-autel  église Santo Spirito (Sienne)
- Le Père éternel, huile sur toile, 60 × 63 cm, Fondazione Musei Senesi[6]
- L'Apothéose de sainte Catherine de Sienne, Sanctuaire Sainte-Catherine-de-Sienne, Sienne.
- Saint Jérôme écrivant, huile sur toile, 93 × 66 cm, Musée Fabre, Montpellier
- Deux chanteuses huile sur toile, 61 × 75 cm, Musée Ingres-Bourdelle, Montauban

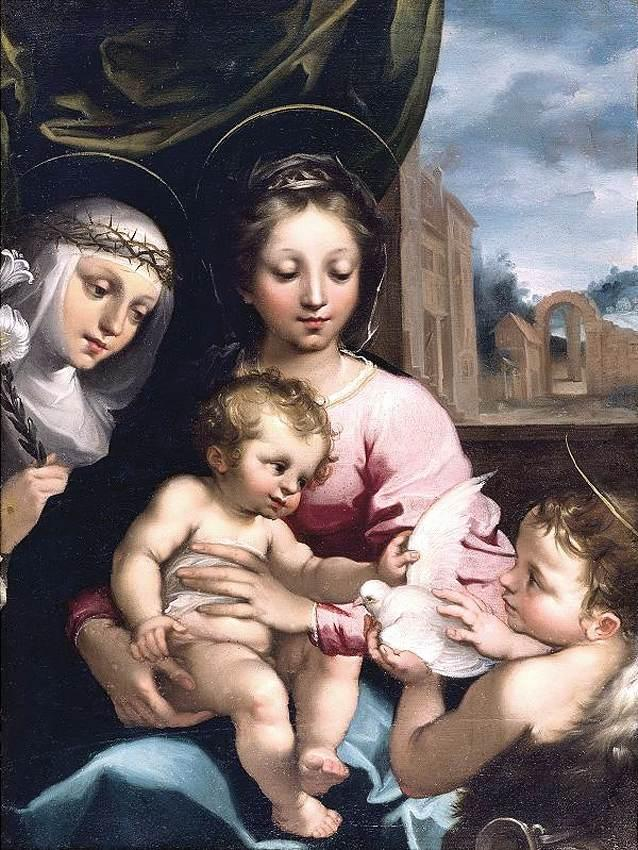
Madone et Catherine de Sienne, 1608-1610 Yale University
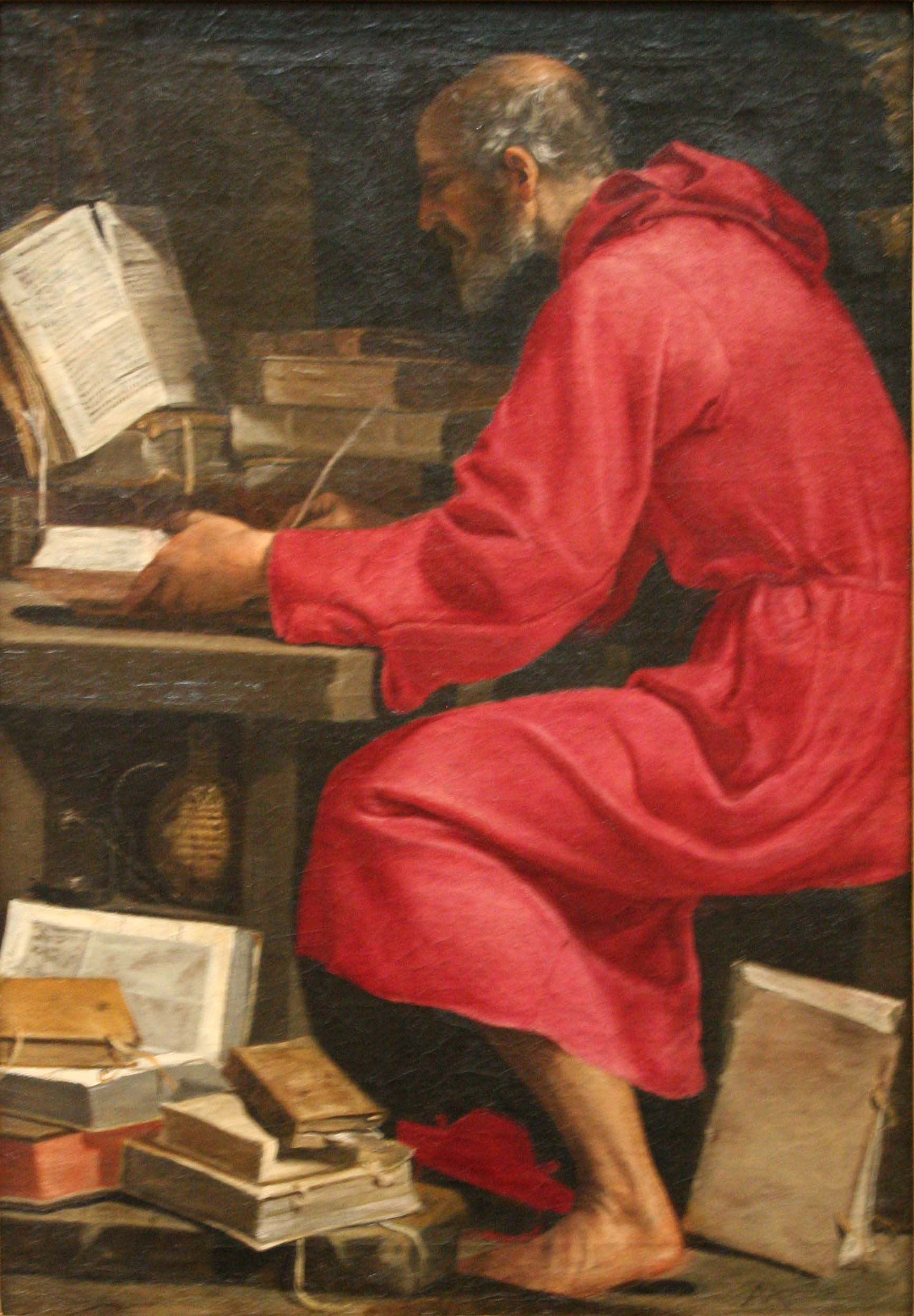
Saint Jérôme Musée Fabre, Montpellier
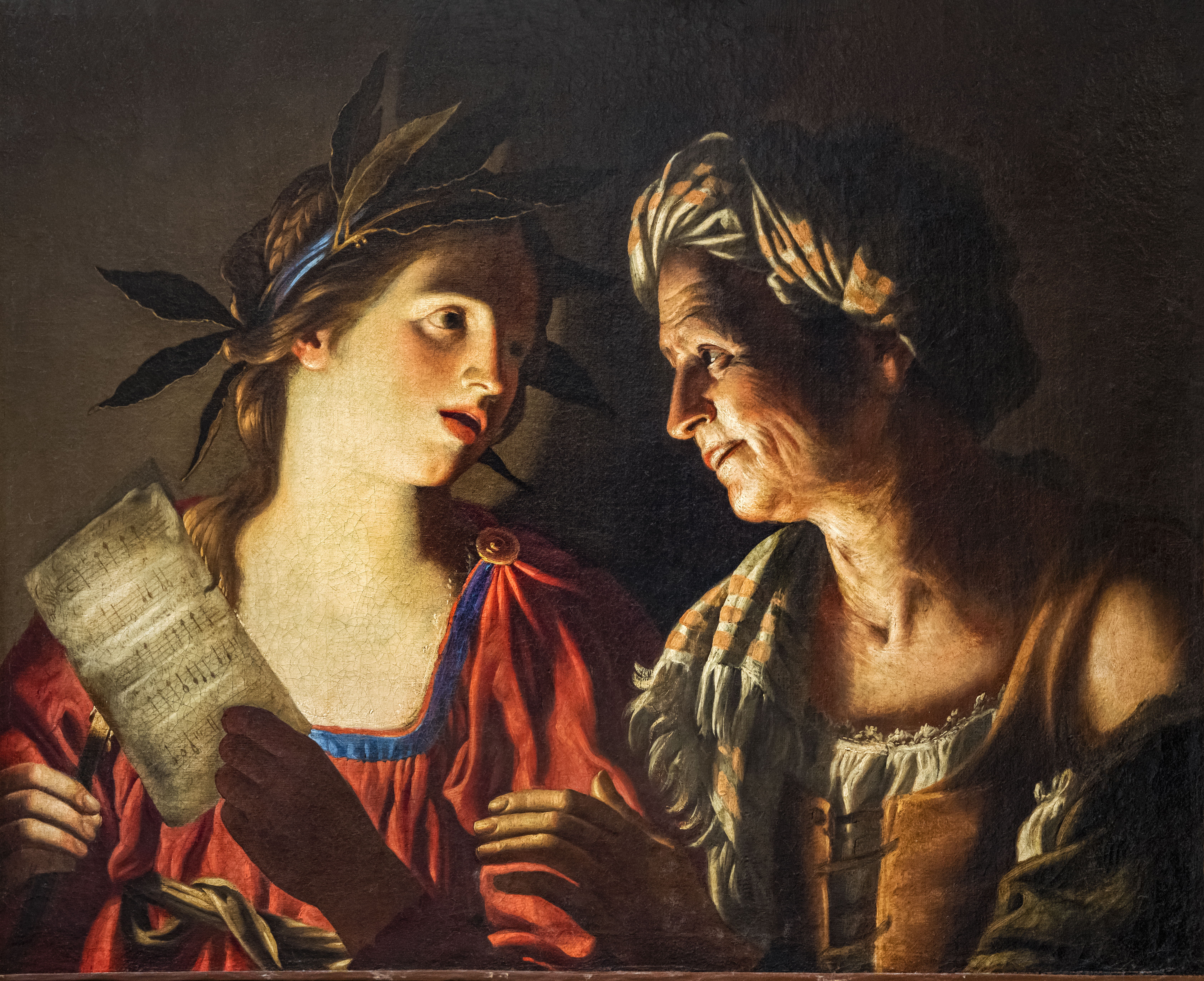
Deux chanteuses Musée Ingres-Bourdelle Montauaban
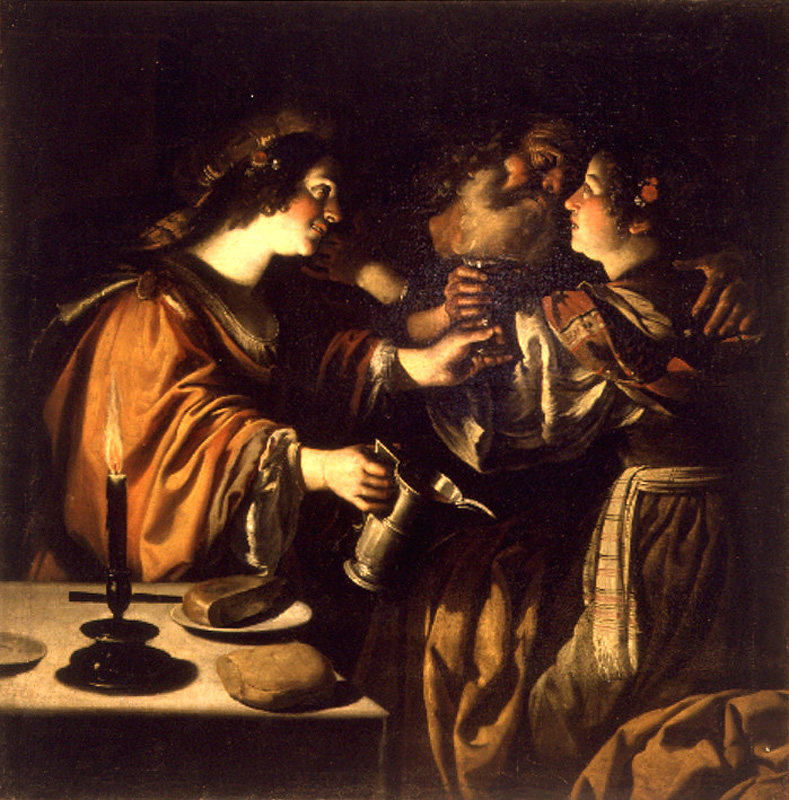
Loth et ses filles, 1620 Valence (Espagne)
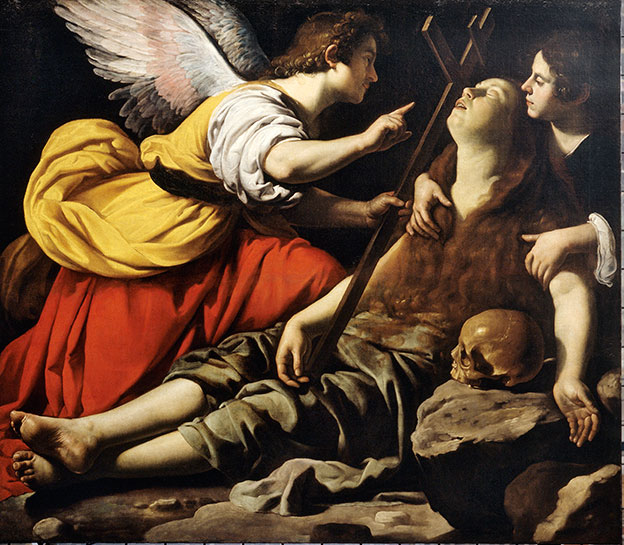
Extase de Madeleine, 1620 St Eustache, Paris
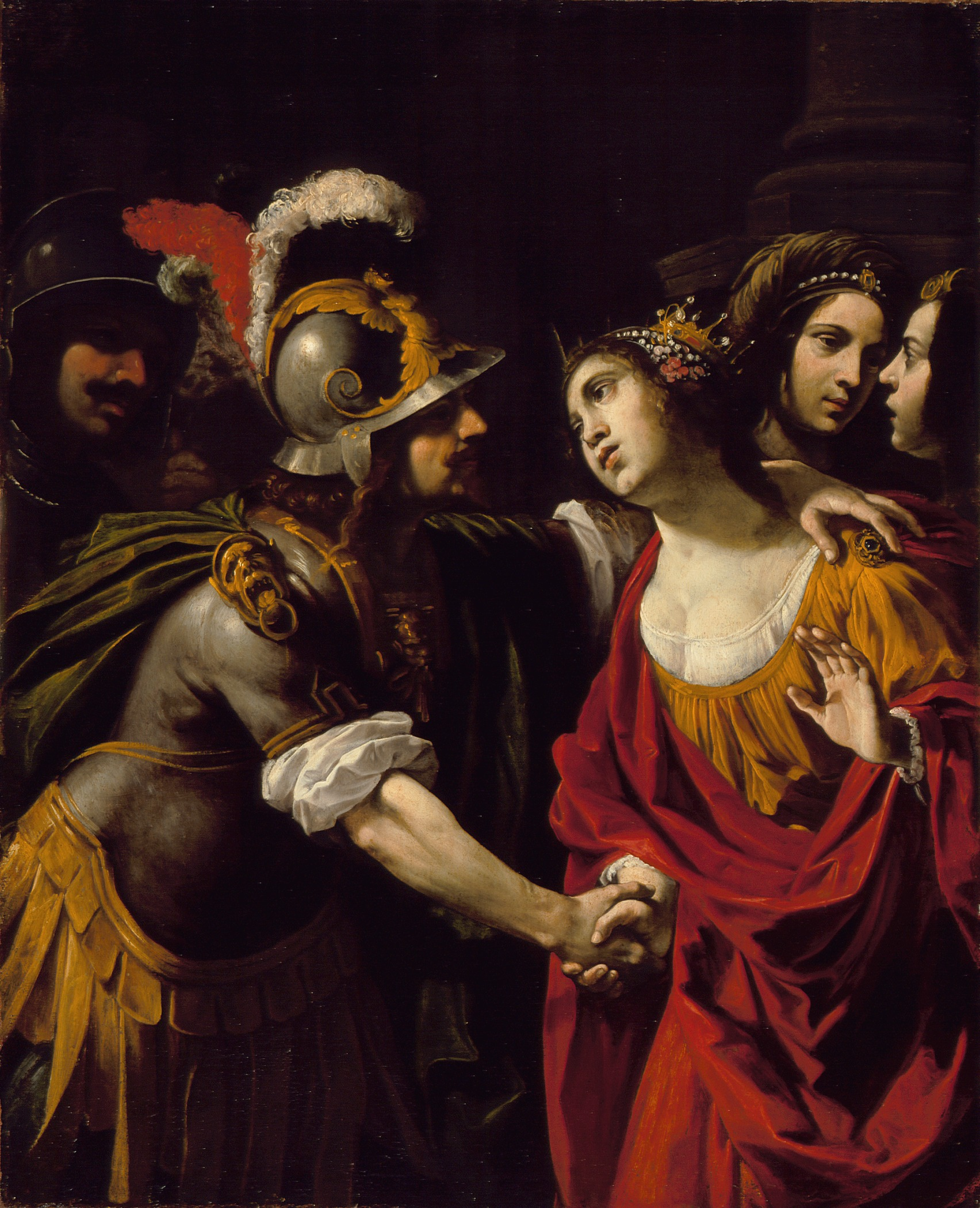
Didon et Enée, v. 1630 Los Angeles